# Vincent Leygonie
Vincent Leygonie (* 27. Oktober 1997 in Krugersdorp) ist ein südafrikanischer BMX-Freestyle-Fahrer in der Variante Park.

## Sportlicher Werdegang
Leygonie stammt aus Krugersdorp und fuhr in seiner Jugend hauptsächlich Mountainbike. Erst mit 14 Jahren nahm er das BMX-Fahren auf; ab 2018 konnte er sich dank der Unterstützung durch Sponsoren stärker auf den Sport konzentrieren. Er trat hauptsächlich bei Veranstaltungen in Südafrika auf, wo er auch selbst Wettkämpfe auf die Beine stellte.
Im Mai 2023 gewann Leygonie die erstmals ausgetragenen südafrikanischen Meisterschaften. Im August des Jahres nahm er an den Urban-Cycling-Weltmeisterschaften teil und belegte den 65. Platz. 2024 nahm er an der Olympischen Qualifikationsserie teil und vertrat Südafrika im olympischen Freestyle-Wettkampf, wo er trotz guter Vorstellung als zwölfter und letzter Teilnehmer in der Qualifikation ausschied.

## Erfolge
2023
 Südafrikanischer Meister